# Slovakiens herrlandslag i basket
Slovakiens herrlandslag i basket (slovakiska: Slovenské národné basketbalové družstvo mužov) representerar Slovakien i basket på herrsidan. Laget deltog första gången i kval till Europamästerskapet 1993

### Fotnoter
1. ↑  Todor Krastev (19 mars 1993). ”Men Basketball European Championship Extra Qualifications 1993 Wroclaw (POL) - 30.05-07.06” (på engelska). Sport Statistics. Arkiverad från originalet den 23 juni 2015. https://web.archive.org/web/20150623144124/http://todor66.com/basketball/Europe/Men_Extra_Q_1993.html. Läst 23 juni 2015.